# Frederic Gené i Ripoll
Frederic Gené i Ripoll (Castellnou de Seana, Pla d'Urgell, 29 d'octubre de 1944) és un polític català, diputat al Parlament de Catalunya en la V Legislatura.
Es llicencià en història a la Universitat de Barcelona i ha treballat a Tàrrega com a professor d'ensenyament secundari. És membre del Col·legi Oficial de Doctors i Llicenciats en Filosofia i Lletres i en Ciències de Catalunya.
Afiliat a Convergència Democràtica de Catalunya des del 1979, a les eleccions municipals espanyoles de 1983 fou escollit regidor de Tàrrega i a les eleccions municipals espanyoles de 1991 fou escollit alcalde, càrrec que revalidà en els eleccions municipals de 1995 i 1999, fins que fou desplaçat per una coalició de AIPN amb PSC i ERC. També ha estat diputat a les eleccions al Parlament de Catalunya de 1999.